# Kyōshirō to towa no sora
Kyôshirô to towa no sora (京四郎と永遠の空, litt. « Kyôshirô et le ciel éternel ») est un shônen manga écrit par le groupe Kaishaku et prépublié dans Gekkan Dragon Age entre mai 2006 et juillet 2007. Une série d'animation produite par le studio TNK est diffusée au Japon entre le 5 janvier et le 23 mars 2007.